# Cosmos nitidus
Cosmos nitidus là một loài thực vật có hoa trong họ Cúc. Loài này được Paray mô tả khoa học đầu tiên năm 1958.